# Lernapat
Lernapat là một đô thị thuộc tỉnh Lori, Armenia. Dân số ước tính năm 2011 là 2279 người.